# Merosargus brunneus
Merosargus brunneus är en tvåvingeart som beskrevs av Lindner 1933. Merosargus brunneus ingår i släktet Merosargus och familjen vapenflugor. Inga underarter finns listade i Catalogue of Life.